# Donald Windham
Donald Windham (Atlanta, 2 juli 1920 – New York, 31 mei 2010) was een Amerikaans schrijver.

## Biografie
Hij werd geboren in Atlanta, Verenigde Staten, in 1920. Windham groeide op in een Victoriaans huis in Atlanta. Hij kwam uit een gezin dat eens welvarend was geweest. Tegen de tijd dat hij de middelbare school afmaakte, werkte zijn moeder in een Coca-Cola-fabriek. Na de middelbare school trad hij toe tot een kring van lokale kunstenaars en schrijvers. Onder hen was Fred Melton, die zijn geliefde werd, en met wie hij naar New York verhuisde.
In New York ontmoette hij en raakte bevriend met Tennessee Williams, en raakte later bevriend met W.H. Auden, Glenway Wescott, Paul Cadmus en Truman Capote. Hij en Capote bleven de rest van hun leven bevriend. Hij was ook een zeer goede vriend van Williams, totdat hun vriendschap in de jaren zeventig publiekelijk werd verbroken. Williams inspireerde inderdaad enkele korte verhalen van Windham, die ook een roman over Williams schreef. De twee schreven ook samen een toneelstuk. Het toneelstuk, getiteld You Touched Me!, was gebaseerd op het gelijknamige korte verhaal van D.H. Lawrence.
In 1943 ontmoette Windham Sandy Campbell, een student aan de Princeton University. Hij ontmoette hem toen hij model stond voor Cadmus. In 1943 begonnen ze een relatie die zou duren tot Campbell's dood in 1988. Campbell hielp Windham vaak bij het publiceren van boeken via de Stamperia Valdonega in Verona, Italië. Mede omdat Windham werd beïnvloed door zijn eigen leven, is homoseksualiteit een van de vele thema's die in zijn werk aan bod komen.
In 1942, naast het schrijven van You Touched Me! met Williams begon hij ook met het schrijven van zijn roman The Dog Star, gepubliceerd in 1950. Hij werkte destijds ook als assistent bij het blad van Lincoln Kirstein (Dance Index). Toen Kirstein werd opgeroepen voor militaire dienst, werd Windham redacteur van het tijdschrift. Hij maakte al snel nieuwe vrienden, zoals George Platt Lynes, fotograaf van Vogue, Joseph Cornell, George Balanchine, Carl Van Vechten, danser Tanaquil Leclerq en schilder Pavel Tchelitchew. Na de publicatie van zijn roman The Hero Continues (gebaseerd op het leven van Tennessee Williams) in 1960, begon hij met het publiceren van een serie herinneringen aan zijn jeugd in de New Yorker. Deze serie werd later een belangrijke memoires getiteld Emblems of Conduct. Het succes van deze memoires stelde hem in staat zijn verhalenbundel The Warm Country (met een inleiding door E.M. Forster) te publiceren. Zijn volgende roman Two People was echter een mislukking.
Zijn roman The Dog Star werd geprezen door Thomas Mann en André Gide. Naast de eerder genoemde romans The Hero Continues (1960) en Two People (1965) publiceerde hij in 1972 ook Tanaquil. In 1987 publiceerde hij Lost Friendships, een memoires over zijn vriendschap met Capote en Williams.
- Bibliothèque nationale de France: cb134848212 (data)
- Gemeinsame Normdatei: 119092220
- International Standard Name Identifier: 0000 0001 1487 6036
- Library of Congress Control Number: n50015800
- MusicBrainz: 9dceccd5-950e-4dc7-ace6-33396bfdff7d
- Nationale Bibliotheek van Tsjechië: mub2017955647
- Nationale Bibliotheek van Israël: 987007463217205171
- Nederlandse Thesaurus van Auteursnamen: 071482474
- SNAC: w6902hk6
- Système universitaire de documentation: 035578556
- Virtual International Authority File: 9999344
- WorldCat: E39PBJyGRx7BxbHmvtGtKFqvpP